# Мелатонін
Мелатонін (лат. melas — чорний) — біогенний амін, один із нейрогормонів, які синтезуються в пінеалоцитах епіфіза (шишкоподібної залози) та в деяких периферійних тканинах.
Формує циркадний ритм сну, досягаючи максимуму після півночі.

## Біологічна активність
У людей мелатонін є повним агоністом рецептора мелатоніну 1 (пікомолярна спорідненість зв'язування) і рецептора мелатоніну 2 (наномолярна спорідненість зв'язування), обидва з яких належать до класу G-білкових рецепторів (GPCR). Рецептори мелатоніну 1 і 2 є Gi/o-зв'язаними GPCR, хоча рецептор мелатоніну 1 також Gq-зв'язаний. Мелатонін також діє як потужний поглинач вільних радикалів у мітохондріях, що також сприяє експресії антиоксидантних ферментів, таких як супероксиддисмутаза, глутатіонпероксидаза, глутатіонредуктаза та каталаза через передачу сигналу через рецептори мелатоніну.
Його основні сфери застосування у педіатрії включають: порушення засипання та синдром затримки фази сну (СЗФС), особливо при розладах нейророзвитку, таких як розлади аутистичного спектра (РАС) і розлад дефіциту уваги та гіперактивності (РДУГ). Крім того, додаткова терапія мелатоніном зменшує затримку сну та знижує тяжкість нападів у пацієнтів з епілепсією.

Мелатонін впливає на:
- Циркадний ритм[11]
- Вільні радикали[12][13]
- Імунну систему[14][15]
- Регулювання ваги[16][17]